# 丸山久一
丸山 久一（まるやま きゅういち、1948年（昭和23年） - ）は、日本の土木工学者。

## 経歴
新潟県小千谷市に生まれる。新潟県立長岡高等学校を経て、1972年（昭和47年）東京大学工学部土木工学科を卒業し、1974年（昭和49年）東京大学大学院工学系研究科土木工学専攻修士課程を修了する。ついで1979年（昭和54年）テキサス大学大学院博士課程を修了し、同年長岡技術科学大学工学部講師となり、同助教授、マニトバ大学客員准教授を経て、1994年（平成6年）長岡技術科学大学工学部教授となった。その後、2004年（平成16年）同大理事・副学長に就任した。
そのほか、2016年（平成28年）から2年間にわたり第27代日本コンクリート工学会会長を務めた。